# Gretchen LeBuhn
Gretchen LeBuhn – amerykańska ekolog, botanik i apidolog.
W grudniu 1984 uzyskała na Vanderbilt University w Nashville stopień Bachelor of Arts w zakresie studiów europejskich. W czerwcu 1991 otrzymała na University of Connecticut w Storrs stopień Masters of Arts w zakresie botaniki. W latach 1997–1998 odbyła staż w National Center for Ecological Analysis and Synthesis. W marcu 1998 uzyskała na University of California w Santa Barbara stopień Doctor of Philosophy w zakresie biologii. W latach 1998–2000 była pracowniczką podoktorską na Florida State University, a w latach 2000–2001 na University of California-Berkeley. Od 2001 roku pracuje na San Francisco State University, przy czym do 2007 zatrudniona była jako adiunkt, a od 2007 zajmuje stanowisko profesora nadzwyczajnego. W latach 2007–2008 była również profesorem wizytującym na Stanford University.
Praca LeBuhn skupia się na ekologii ewolucyjnej roślin i ich zapylaczy, zwłaszcza pszczół. Swoje badania prowadzi m.in. w górach Sierra Nevada, ekwadorskich Andach oraz winnicach i parkach miejskich w Kalifornii.
Od 2009 jest redaktorem czasopism naukowych Madroño i Proceedings of Life. W latach 2008–2009 była doradcą technicznym Organizacji Narodów Zjednoczonych do spraw Wyżywienia i Rolnictwa. Od 2008 kieruje projektem The Great Sunflower, którego celem jest ocena wpływu zmian krajobrazu na populację zapylaczy w Ameryce Północnej.